# Томсон, Лодевейк
Лодевейк Виллем Йохан Карел Томсон (нидерл. Lodewijk Willem Johan Karel Thomson, 11 июня 1869, Ворсхотен, Южная Голландия — 15 июня 1914, Дуррес) — нидерландский военачальник и политик. С 1905 по 1913 год он был депутатом нидерландского парламента. В 1914 году он стал командующим недавно созданной международной жандармерии в Княжестве Албания. Он был убит во время боёв в городе Дуррес 15 июня 1914 года, став первым голландским солдатом, убитым во время миротворческой миссии.

## Ранние годы
Лодевейк Томсон родился в Воорсхотене 11 июня 1869 года. Его отец, Бернард Хайденрайх Томсон, был военно-морским врачом британского происхождения, а мать принадлежала к знатной семье Помпе ван Меердервоорт. Его дедом был Ян Якоб Томсон, подполковник и кавалер военного ордена Вильгельма. Томсон учился в Hogere Burgerschool в Роттердаме.

## Политическая карьера
На всеобщих выборах 1905 года Томсон был избран в палату представителей Нидерландов от избирательного округа Леуварден по списку Либерального союза. Он был переизбран на всеобщих выборах 1909 года, но потерял своё место на всеобщих выборах 1913 года.

## Военная карьера
Томсон поступил в армию в 1884 году и учился в Королевской военной академии в Бреде в звании младшего лейтенанта пехоты. С 1891 года он служил в разведывательном отряде и изучал картографию. В 1894 — 1896 годах он служил в голландских колониальных войсках и принимал участие в Ачехской войне, где был удостоен звания рыцаря Военного ордена Вильгельма 4-й степени. В последующие годы он публиковал различные статьи по вопросам картографии в военном журнале.
С 1899 по 1900 год он служил военным атташе в Южной Африке. В 1903 году, вернувшись в Нидерланды, он получил командование военной администрацией железных дорог вокруг Гааги во время забастовки железнодорожников. Это принесло ему ещё одну награду, орден Оранских-Нассау, и повышение до звания капитана.
Во время Балканских войн 1912 и 1913 годов Томсон снова служил военным атташе, на этот раз в Греции. В 1914 году, уже в звании майора, он был избран главой новых сил Международной жандармерии, которые должны были работать под командованием нидерландских офицеров на албанской службе в миротворческих целях для стабилизации нового независимого Княжества Албания.

## Смерть
15 июня 1914 года его подразделение участвовало в боях у порта Дуррес в центральной Албании, во время которых он был убит. В СМИ возникли разногласия по поводу места ранения: по данным итальянской Corriere della Sera, Томсон был ранен в грудь, по данным The Times — в шею, а по данным De Telegraaf — в плечо. Более того, выстрел был сделан не со стороны повстанцев, а из самого города, что подогрело слухи о возможной причастности Италии.
Первоначально Томсон был похоронен в Албании. Через месяц его останки были перевезены в Нидерланды и с большой публичной церемонией перезахоронены в Гронингене. В ответ на смерть Томсона и общий провал миротворческого проекта деятельность нидерландцев в албанской жандармерии вскоре была прекращена.

### Память
Именем Томсона названа улица в Гронингене, а также улица и площадь в Гааге. Статуи в память о нём также были установлены в обоих городах, а также в Дурресе, недалеко от венецианской башни с видом на порт.
В День голландских ветеранов, 28 июня 2014 года, в здании парламента Нидерландов была открыта копия гронингенской статуи в ознаменование 100-летия со дня смерти Томсона.

## Награды
- Рыцарь Военного ордена Вильгельма — 1887
- Рыцарь Ордена Нидерландского льва — 1913
- Рыцарь Ордена Оранских-Нассау с мечами — 1903
- Серебряная почётная медаль за заслуги перед Публичными коллекциями — 1912
- Медаль за выслугу лет для офицеров
- Офицер Ордена Почётного легиона — 1911
- Офицер Ордена Спасителя — Греция
- Медаль за греко-турецкую войну 1912–1913
- Рыцарь Ордена Меча — Швеция, 1913
- Рыцарь Ордена Князя Даниила I — Черногория
- Кавалер Ордена Чёрного орла — Албания, 1914
- Золотая медаль Орла — Албания, 2004